# Cyrtomium tsinglingense
Cyrtomium tsinglingense är en träjonväxtart som beskrevs av Ren-Chang Ching och Shing. Cyrtomium tsinglingense ingår i släktet Cyrtomium och familjen Dryopteridaceae. Inga underarter finns listade.